# Анубис
Ану́бис (др.-греч. Ἄνουβις, егип. Jnpw [a.ˈna.pʰa(w)] или [i.ˈn.pʰa(w)], Инпу́; копт. Ⲁⲛⲟⲩⲡ [a.ˈnuːp]) — древнеегипетский бог погребальных ритуалов и мумификации (бальзамирования), «страж весов» на суде Осириса в царстве мёртвых, знаток целебных трав.
Анубис связан с Упуаутом — другим египетским богом, изображавшимся с головой собаки или в собакообразном виде, но не с чёрной шерстью, а с серой или белой. Историки предполагают, что со временем представления об этих двух богах слились воедино.

## Изображение

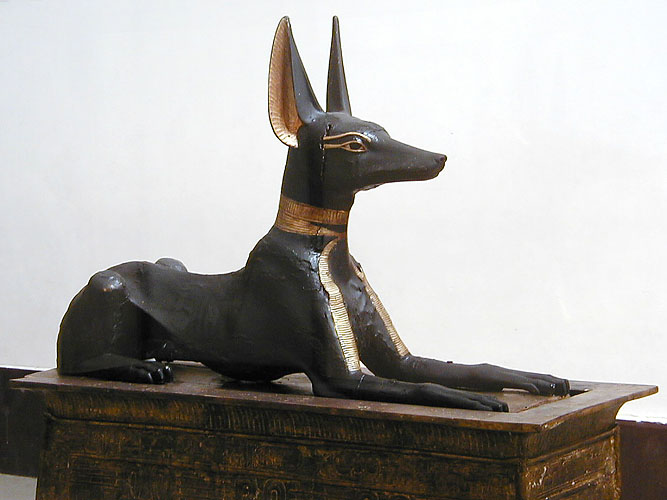
Анубис в образе шакала. Статуэтка из гробницы Тутанхамона (KV62)

В период анимизма Анубис представлялся в образе североафриканского волка, который до 2015 года классифицировался как подвид шакала. С определённого периода развития религии Древнего Египта Анубиса стали изображать в виде человека с головой дикой собаки Саб (егип. sb «судья») или человека с головой шакала, североафриканского волка или собаки. Апулей упоминает о двух ликах Анубиса: «один чёрный, как ночь, другой — золотой, как день».
Анубиса изображали в некрополе Фив на печати в виде лежащего на девяти луках шакала.
О небесном характере Анубиса Плутарх писал:
Под Анубисом они понимают горизонтальный круг, отделяющий невидимую часть мира, называемую ими Нефтидой, от видимой, которой они дали имя Исиды. И поскольку этот круг равно соприкасается с границами тьмы и света, его можно считать общим для них. Из этого обстоятельства и возникает сходство, которое они вообразили между Анубисом и Собакой, животным, которое одинаково бдительно и днём, и ночью.

## Мифология

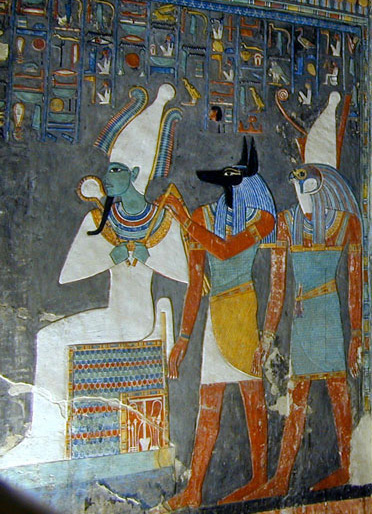
Осирис под опекой Анубиса и Гора. Фрагмент росписи гробницы Хоремхеба

Жена Сета по имени Нефтида полюбила Осириса и, приняв облик его супруги Исиды, зачала от него сына. Опасаясь гнева мужа, Нефтида бросила младенца в камышовых зарослях, где его с помощью собак нашла Исида и вырастила. После Анубис вместе с Исидой ищет тело Осириса, охраняет его от врагов, в некоторых версиях мифа — погребает его, присутствует на суде Осириса.
Осуждённого Сета, обернувшегося в пантеру, боги решили сжечь, а Анубис снял шкуру с Сета и надел на себя. Затем он отправился в святилище Осириса и калёным железом выжег на шкуре свой знак. В память об этой легенде жрецы Анубиса-Имнута набрасывали шкуру леопарда на правое плечо.
Жрецы Гелиополя считали женой Анубиса богиню Инпут, которая иногда почиталась женской формой Анубиса. Его братом был Бата, что отразилось в «Сказке о двух братьях». Дочерью Анубиса была Кебхут.
В глубокой древности Анубис был космическим богом и олицетворял какую-либо фазу ночного мрака, отчего запад — обиталище мёртвых — был его царством. Деревом Анубиса считался тамариск.
В поздний период с Анубисом стали отождествлять чёрного пса (одного из богов Дуата) Исдеса, кто в Легенде об Осирисе помогал искать Сета. Греки отождествляли Анубиса с Гермесом (как проводника мёртвых в Загробный мир), иногда с Кроном.

## Функции

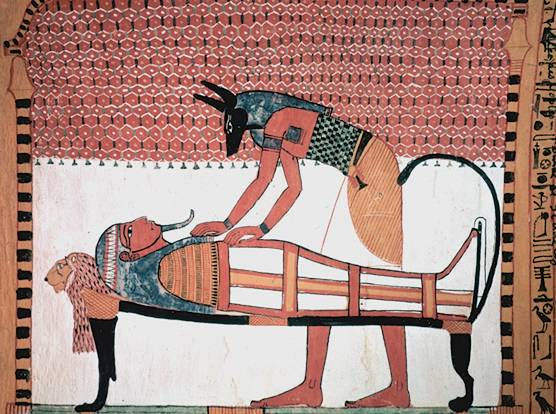
Анубис возлагает руки на мумию. Роспись на стене гробницы Сеннеджема (TT1)

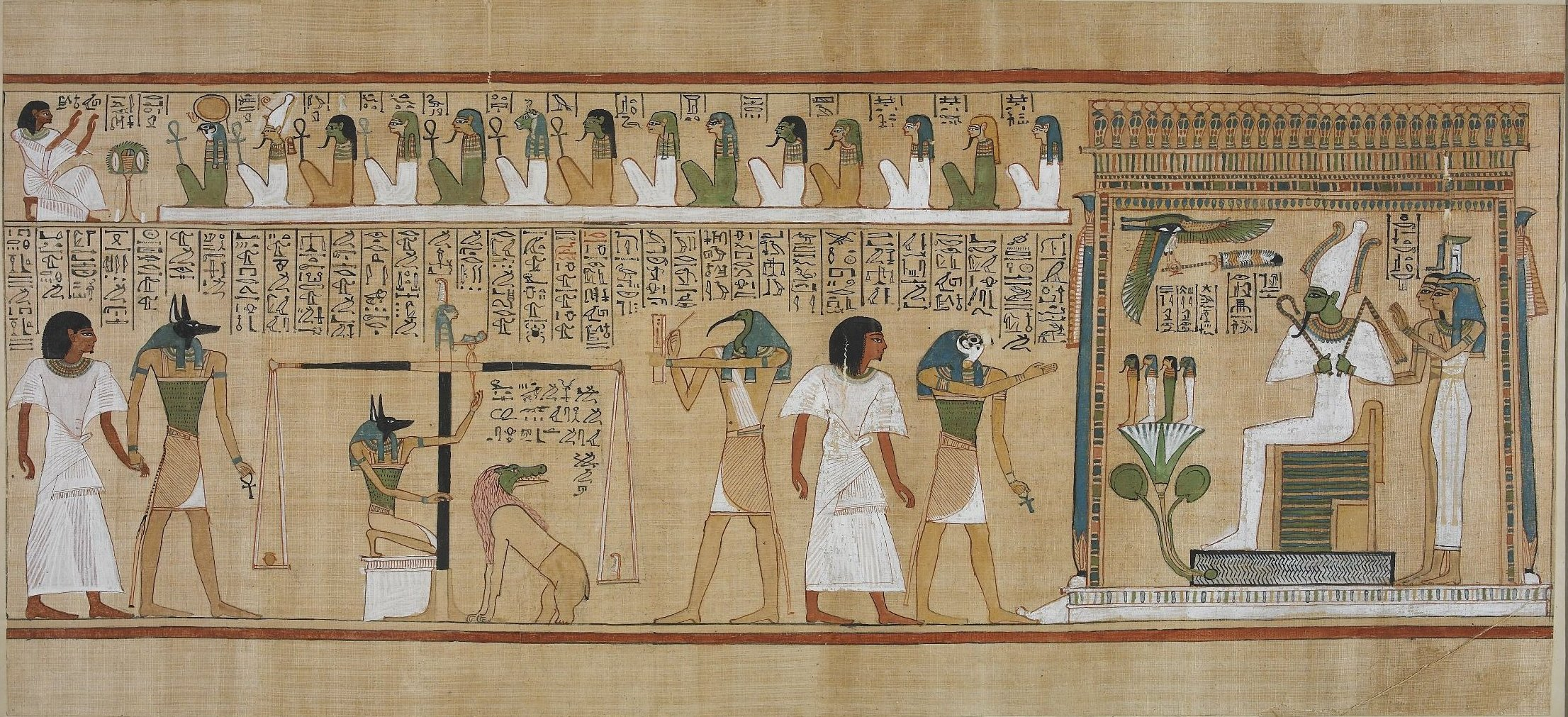
Сцена взвешивания сердца на суде Осириса. Книга мёртвых из гробницы Хунефера

Первоначально (согласно «Текстам пирамид») Анубис был единственным судьёй мёртвых в Дуате, но эта высокая должность с конца Древнего царства (конец 3-го тысячелетия до н. э.) узурпировалась Осирисом (считавшимся умершим фараоном), перенявшим и титулы Анубиса «владыка запада» (Хентиаменти), «владыка тех, кто на западе». Анубис в этот же период связывается с мумификацией умерших и погребальными обрядами. Именно Анубис наблюдал за установкой стрелки на коромысле весов и решал, уравновесило ли сердце покойного перо Маат или нет. Бог мудрости Тот принимал решение без возражений, как и советы богов, на которых Гор основывал своё обращение Осирису. В «Книге мёртвых» часто изображено, как Анубис подводит усопшего к весам, на других изображениях весы показаны с навершием в виде головы шакала.
Анубис подготавливал тело покойного к бальзамированию и превращению его в мумию. Затем он возлагал на неё руки и превращал покойника в ах («просветлённого», «блаженного»). Анубис расставлял в погребальной камере детей Гора и давал каждому канопу с внутренностями покойника для их охраны. Анубис заботился о телах умерших и вёл их души по каменистой пустыне запада к месту, где находился рай Осириса. В этой работе ему помогал бог-волк Упуату («тот, кто открывает дороги»).

## Культ

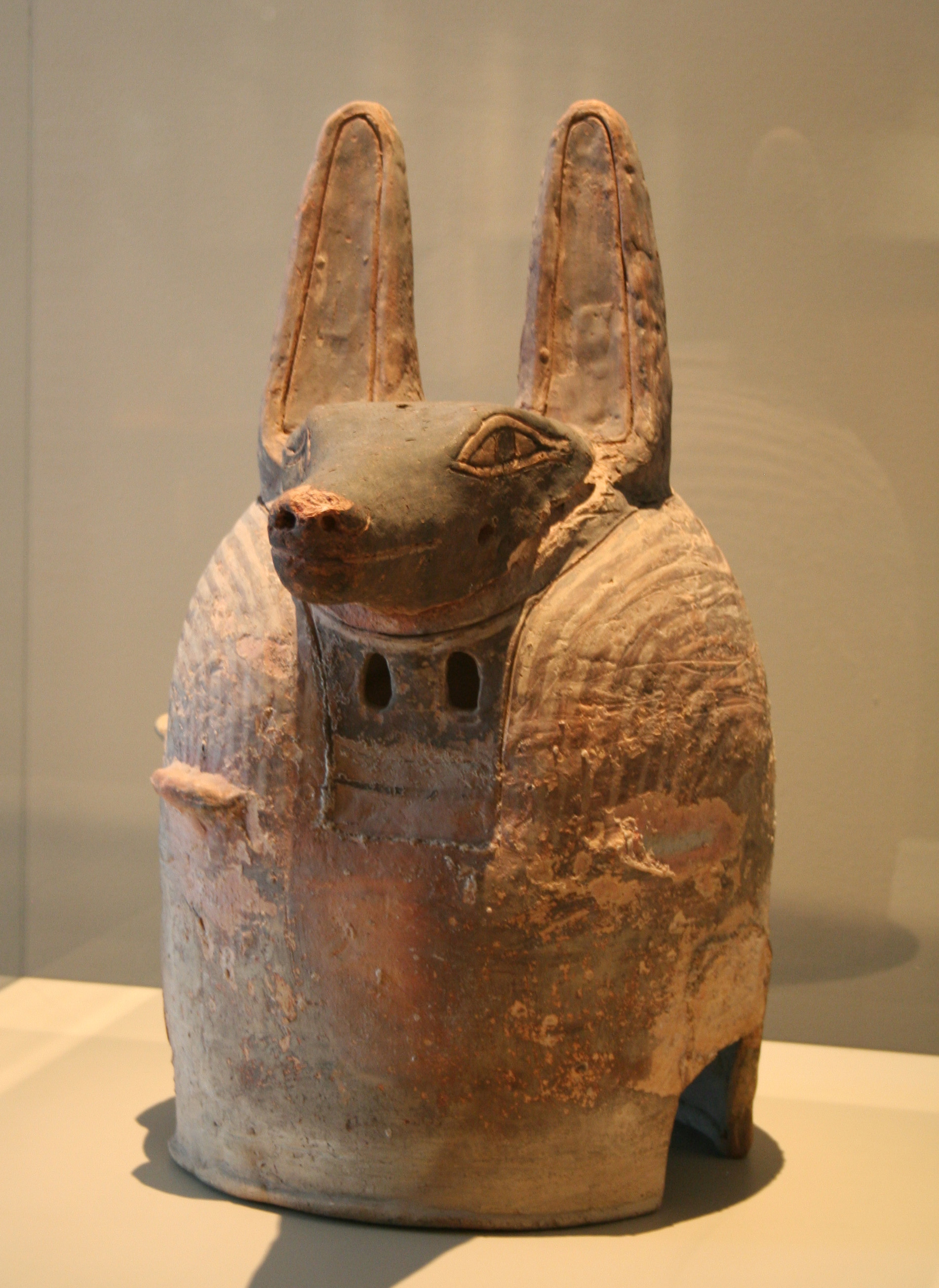
Маска Анубиса. Поздний период. Музей Рёмера и Пелицеуса, Хильдесхайм

Столица XVII египетского нома Каса (греч. Кинополь «город собаки») на протяжении всей истории Древнего Египта был центром культа Анубиса. Египтологи отмечают быстрое и повсеместное распространение данного культа в ранний период. Согласно некоторым источникам, «Хентиаментиу» является названием местоположения храма, в котором поклонялись этому божеству.

## Анубис в античной литературе
В произведении Плутарха «Исида и Осирис» приводится трактовка, в которой Анубис приходился сыном Сета и Нефтиды, который был найден и воспитан Исидой. Также он сравнивает Анубиса с Гекатой — божеством, общим для небес и преисподней; считает, что Анубис обозначает время. Плутарх считал, что одно имя Анубиса выражает отношение к высшему, а второе, Германубис (др.-греч. Ἑρμανοῦβις), — к низшему миру. Германубис в античной мифологии сочетал в себе внешность Гермеса (древнегреческая мифология) и Анубиса (древнеегипетская мифология), был сыном Осириса и Нефтиды и разделял обязанности Анубиса (проводник душ).
Страбон упоминает, что Анубис — египетское божество, почитаемое в XVII (Кинополисском) верхнеегипетском номе. Согласно Вергилию, Анубис изображён на щите Энея. Ювенал упоминает о почитании божества в Древнем Риме.